# Punaauia
Punaauia – miasto w Polinezji Francuskiej; na wyspie Tahiti; około 25,4 tys. mieszkańców (2007) Trzecie co do wielkości miasto kraju.

## Współpraca
- Dumbéa, Nowa Kaledonia